# Eloise Hawking
Eloise Hawking er en fiktiv person fra tv-serien Lost. Hun er med i et afsnit i sæson 3 og fire afsnit af sæson 5. Eloise spilles af Alexandra Krosney/Alice Evans/Fionnula Flanagan.

## Baggrund

### Efter øen
Efter eksplosionen af Lugen, Desmond bliver sendt tilbage i tiden, til der hvor han var sammen med Penny. Da han ville købe forlovelsesringen, stod hun bag disken og sagde det ikke var meningen at han skulle købe ringen. Hun remsede alt hvad der førte til han tog til øen. Hun fortalte ham, man ikke kan ændre tiden, hvis man gør det, så vil tiden indhente én. Hun overbeviste Desmond om at forlade Penelope og sejle ud til øen.